# Monleale
Monleale är en ort och kommun i provinsen Alessandria i regionen Piemonte i Italien. Kommunen hade 566 invånare (2018).